# 黒瀬川
黒瀬川（くろせがわ）は、広島県東広島市および呉市を流れる二級河川。黒瀬川水系の本流である。

## 地理
広島県東広島市のほぼ中央に位置する虚空蔵山（標高666m）に源を発し、並滝寺池から東広島市内を南流、呉市に入った後もそのまま南流し、呉市広多賀谷と呉市阿賀南の境界から斎灘（瀬戸内海）へと注ぐ。流域大部分が東広島市、残り下流域が呉市が占める。
上中下流域は以下のとおり。
- 上流域 - 源流から西条盆地

旧東広島市内であり、旧賀茂郡黒瀬町との境目付近までにあたる。並滝寺池から広島県道350号造賀八本松線次いで国道486号に沿って南流し、西条で時計回りに転流し再び南下して、三永水源地の西側・吾妻子の滝に入り、水源地からの水流と合流して南南西方向へ進む。その中で戸石川・松板川などの支流が流れこむ。河道形態は単断面、河幅は10から50メートル、河床勾配は1/300から1/800。
- 中流域 - 黒瀬盆地

旧賀茂郡黒瀬町内にあたる。国道375号に沿って南西方向へ小さな蛇行を繰り返しながらゆるやかに流れ、途中黒瀬ダムから流れるガガラ川などいくつかの支川が流れ込み、二級峡へと進む。河道形態は単断面、河幅は50から70メートル、河床勾配は1/700から1/800。
- 下流域 - 二級峡、広沖積平野

呉市内にあたる。二級貯水池から南南西方向へと転進、渓流・二級峡へ入ると急に水流を変え、そこを抜けると広沖積平野内をゆったりと流れ呉港広港区へと入り斎灘へ流れこむ。河道形態は単断面、河床勾配は二級峡が1/70でそこから河口までが1/1000から1/1500、河幅は100から150メートル。

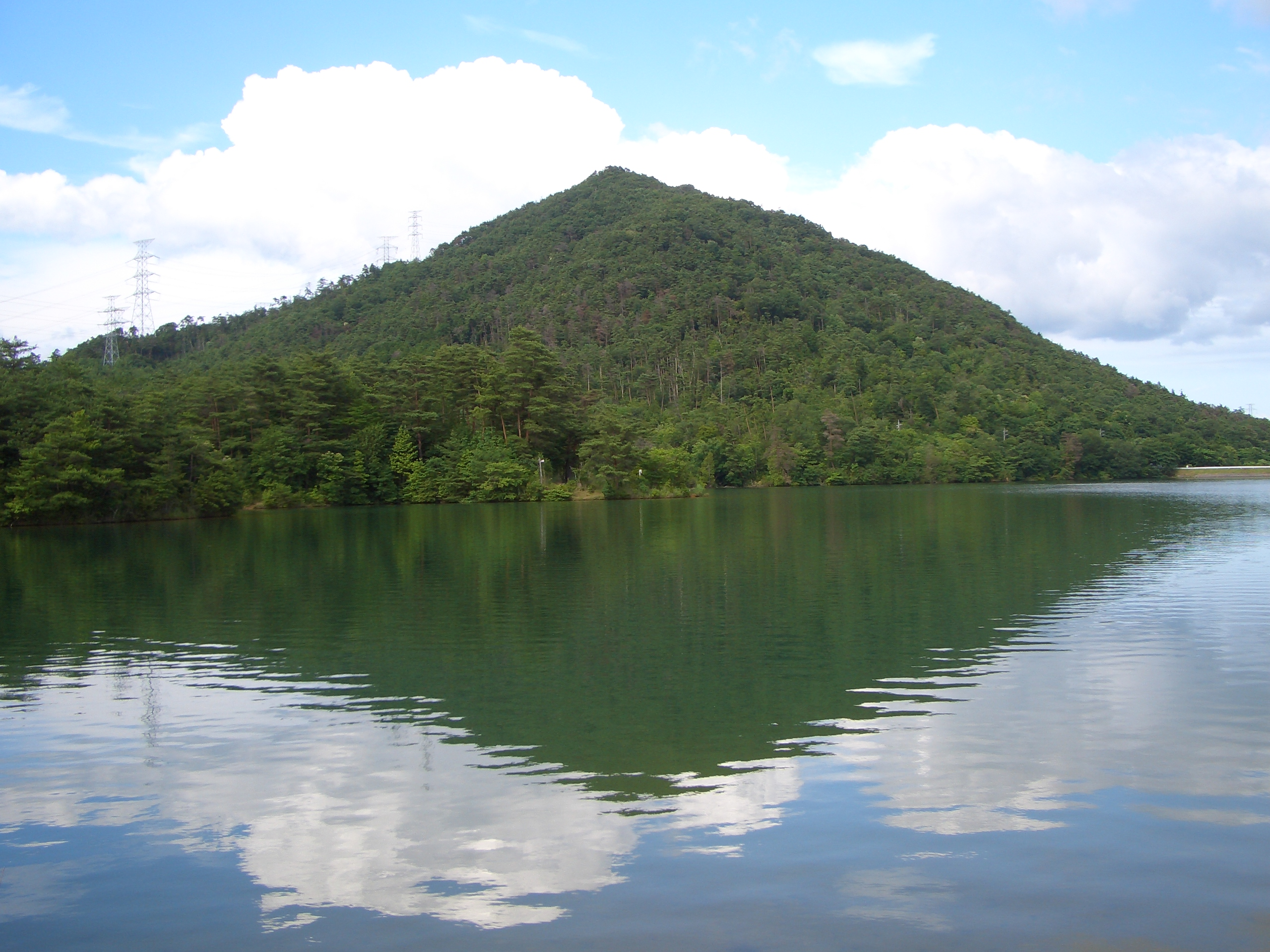
上流域の虚空蔵山と並滝寺池。
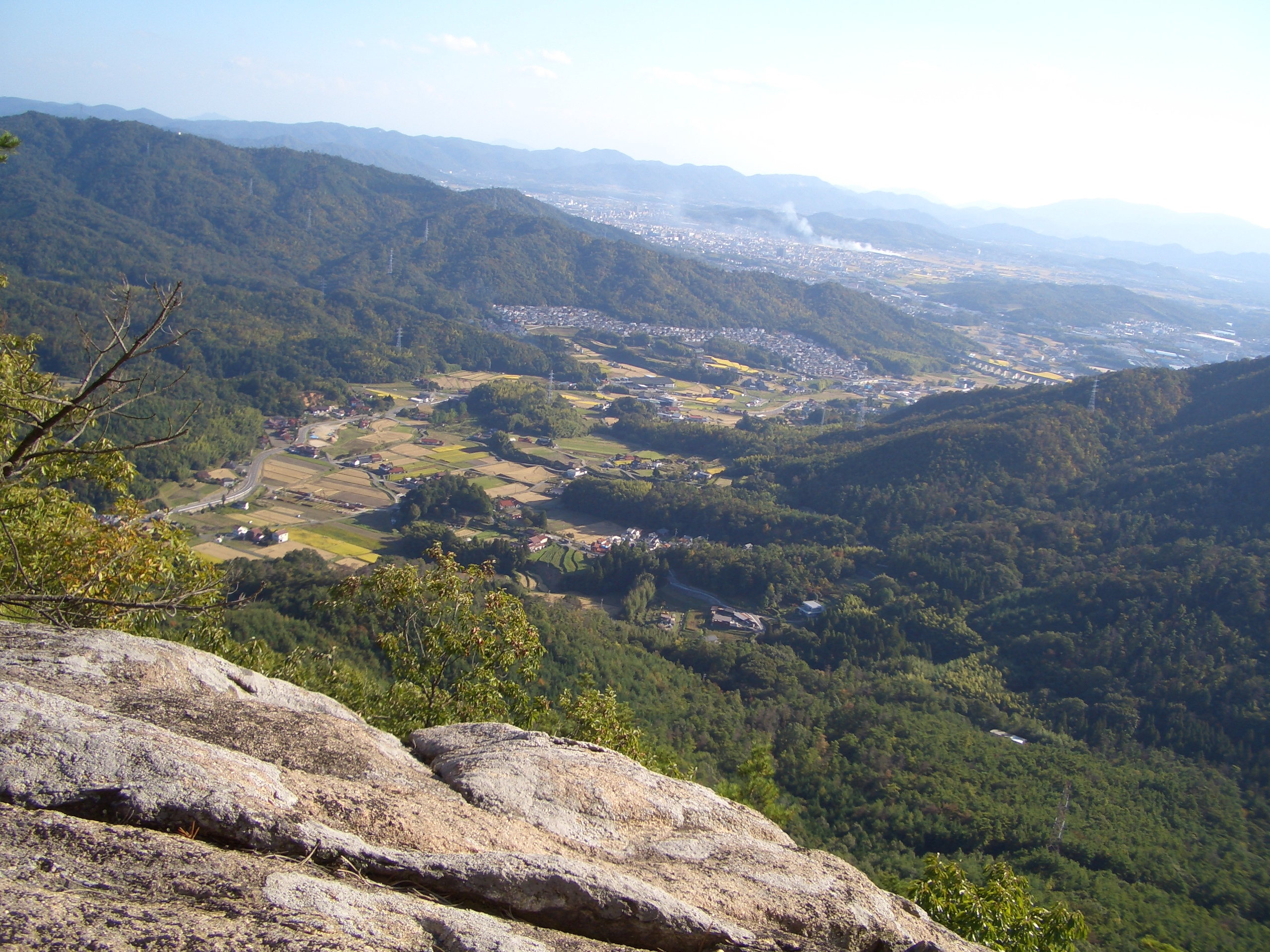
虚空蔵山から南を望む。写真右側の道に沿って黒瀬川が流れる。
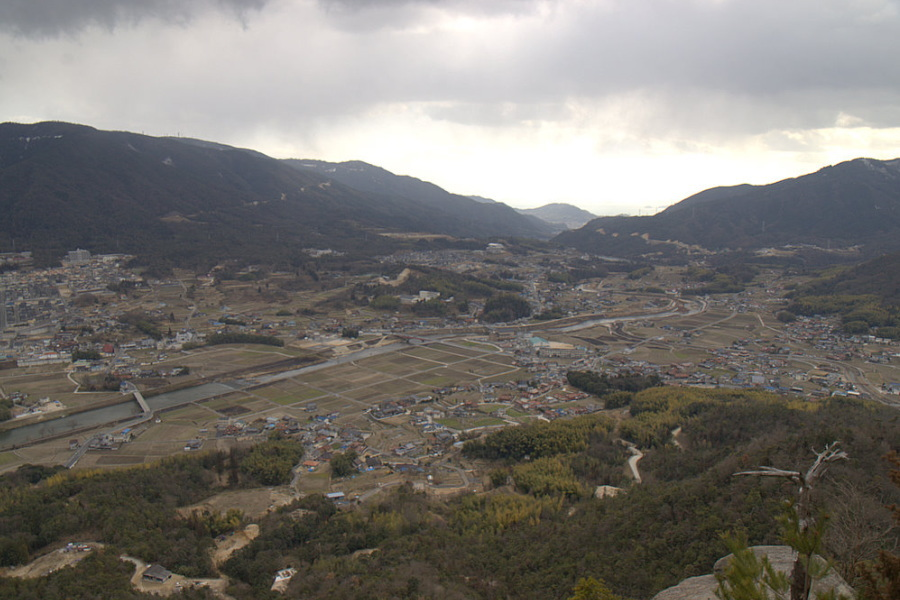
郷原付近
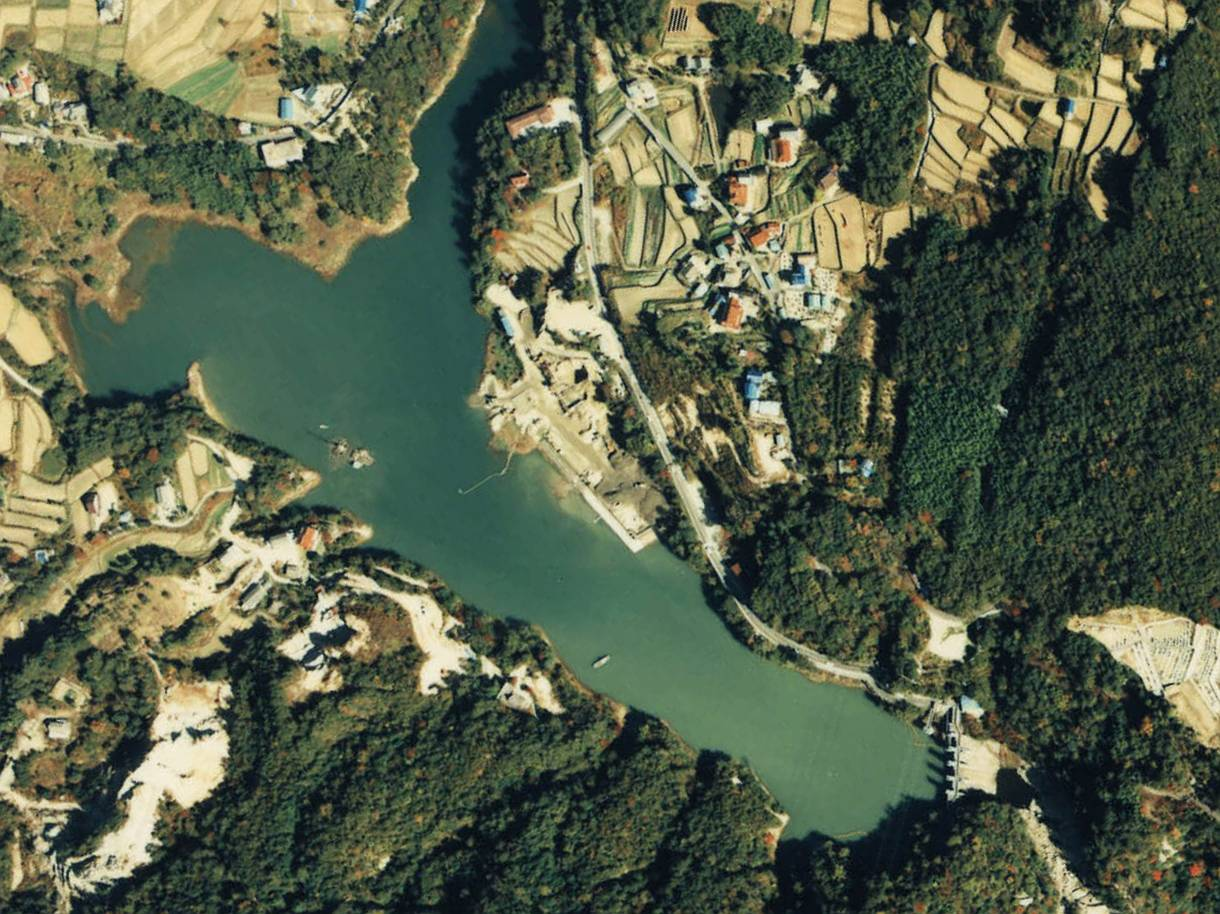
中流域と下流域の分岐点である二級ダム[3]。
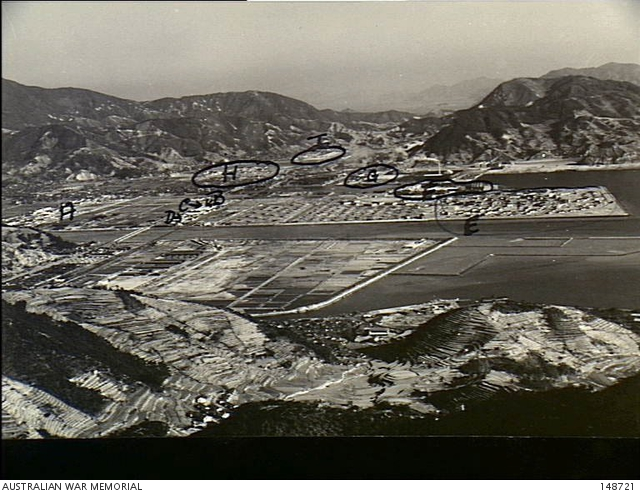
終戦直後の広地区。中央が黒瀬川。

## 沿革
江戸時代まで、この流域の中心地は上流域の西条であり、山陽地方を東西に貫く古代山陽道、のちの西国街道の宿場町「西条四日市」を中心として発展した。この川のほとりには"時友一里塚"が造られ、時友橋東詰に一里塚跡として現存している。
また西条盆地は豊かな穀倉地帯であり、良質な地下水と合わさって酒処（西条酒）としても発展した。ただこの地は瀬戸内海式気候に属し降雨が少ないことから水不足に悩まされ、そこからこの流域には多数の灌漑用ため池が作られている。
この中で古くから洪水の被害に遭遇しているが、江戸時代までの記録は不明。
明治時代になると、1886年（明治19年）海軍区が制定され呉鎮守府が置かれることになり、下流域の呉市（当時は賀茂郡広村）が発展していく。その中で呉市に送る市民用の上水道と、更に河口部に広海軍工廠が造られたことにより軍用（工業用）の水源として流域の開発が始まり、三永水源地・二級貯水池・石内浄水場と整備されていった。黒瀬川自体も1932年（昭和7年）から全流域で河川改修が始まった。
終戦間際、その工廠はアメリカ軍による空襲の対象となり、呉軍港空襲で被害を受けている。終戦直後である1945年9月枕崎台風では河口部広地区において死者8人・流失家屋14戸・浸水家屋142戸などの被害を出す。
なお、下流域の広地区では"広西大川"と呼ばれることがある。これは以前、広弁天橋町付近で二叉し2つの川が存在していたことから（右地図参照）。戦後、広東大川が全域で埋立開発によりほぼ消滅し、河川法制定後に二級河川「黒瀬川」として登録された。
戦後も豪雨災害に伴う洪水被害にあい、昭和37年梅雨前線豪雨や昭和42年7月豪雨、平成11年6月豪雨などで越水や家屋被害・農地冠水が起こった。そのたびに行政による河川改修が行われている。
1979年（昭和54年）6月27日の梅雨前線豪雨では、黒瀬町市飯田の明治橋が流失、通行中の自動車が1台転落する事故も起きている。

## 産業
土地利用の大半が山林や水田などの農耕地である。その中で上流域の西条盆地が稲作地帯とそれに伴う酒造地、河口部が広海軍工廠からの流れをくむ商工業地である。
特に西条は昭和初期頃には「酒都西条」と呼ばれるようになり、独立行政法人酒類総合研究所や酒造メーカーが複数ある。また、上中流域の東広島市は広島大学誘致後は学園都市として発達し、人口増加傾向にある。河口部は、右岸側"阿賀マリノポリス地区"・左岸側"広多賀谷地区"と近年港湾整備され工場誘致が行われている。
黒瀬川水系の水利用は農業用水と、上水道・工業用水および発電用。以前は三永水源地・二級貯水池で取水され石内浄水場で浄水された上水道用水も存在したが、1997年（平成9年）に停止している。

## 自然
水質は、環境省「水質汚濁に係る環境基準」において全流域で「A類型」（BOD75%値 2.0mg/l以下）。ただ近年の開発および人口増加・下水道整備不備により、上中流域では悪化傾向にある。これは、上記石内浄水場廃止の理由の一つである。
気候は、瀬戸内海式気候に属し梅雨・台風期に降雨が集中し雨量が少ない傾向がある。地質は、流域全域が花崗岩で占められ、上流域最上部付近で流紋岩、上流域の西条盆地は"西条湖成層"と呼ばれるこの地域特有の堆積物が見られ、河口部は風化した花崗岩が堆積した"マサ土"による沖積平野となっている。
林相は、広島県では一般的なものであるアカマツ-アラカシ群集、アカマツ-ウラジロガシ群集など二次林で占められる。
魚類は、上中流域でオイカワ・カワムツ・ヨシノボリ、下流域の二級峡ではアユが遡上し、河口部ではゴクラクハゼが生息している。特に中流域の湾曲部ではメダカや広島県レッドリスト入り（絶滅危惧Ⅰ類）であるスナヤツメが確認されている。一方で三永水源地や周辺のため池では外来種のオオクチバス・ブルーギルが放流され在来種の生息を侵食している。

## 景観
以下、支流含めた全流域にある主な施設・景勝地を上流側から列挙する。ただし教育機関・神社仏閣は過多のため除く。
- 並滝寺池
- 国立病院機構東広島医療センター
- 三ツ城古墳（三ツ城公園）
- 西条駅
- 東広島警察署
- 陸上自衛隊第13旅団原演習場
- 鏡山城（鏡山公園）
- 三永水源地
- 吾妻子の滝
- 東広島駅
- 東広島運動公園
- 黒瀬ダム
- 国立病院機構賀茂精神医療センター
- 二級峡
- 二級ダム
- 白糸の滝
- 広駅
- 安芸阿賀駅
- 呉港

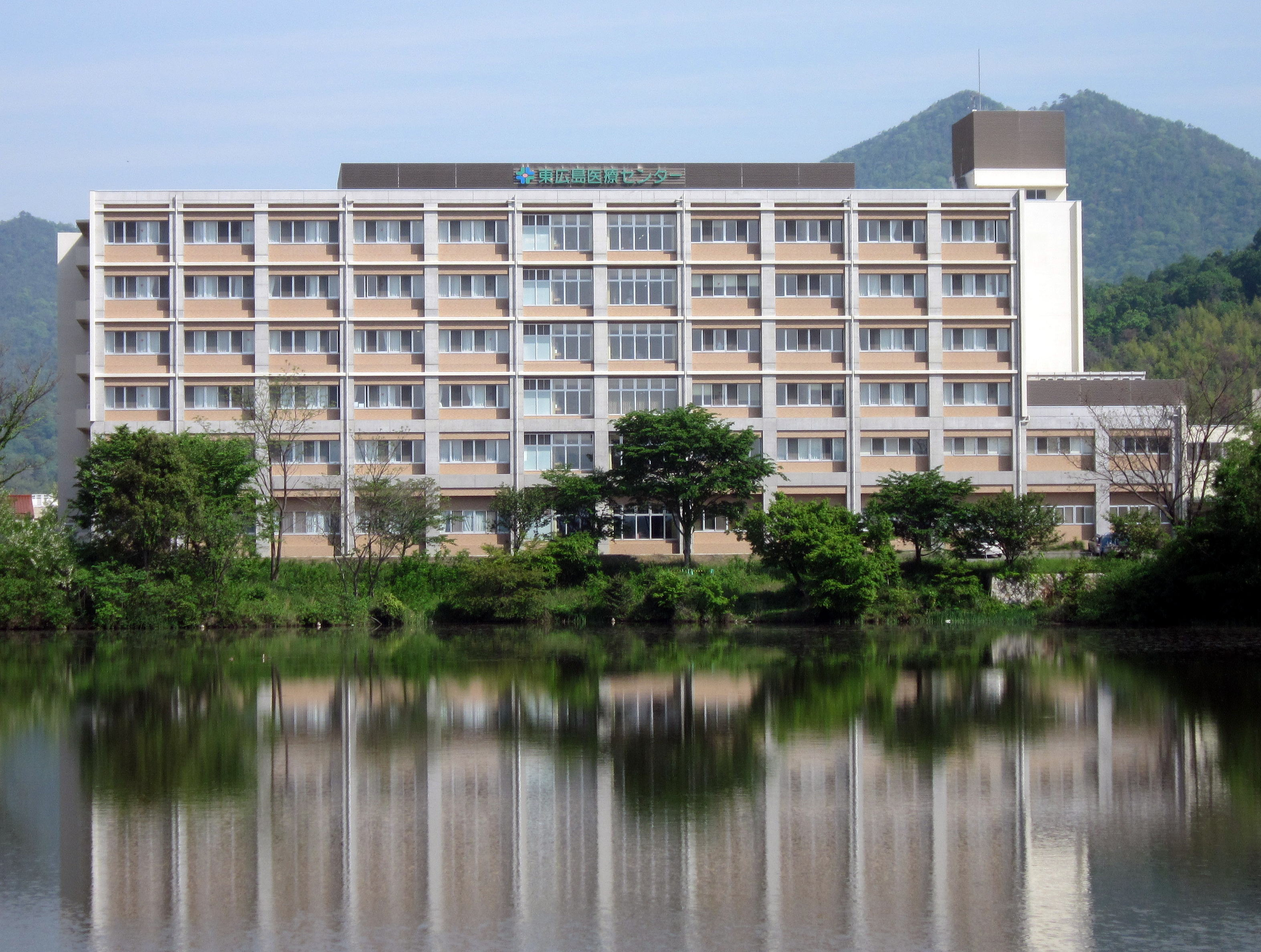
東広島医療センター。手前のため池からの水は黒瀬川に注ぐ。
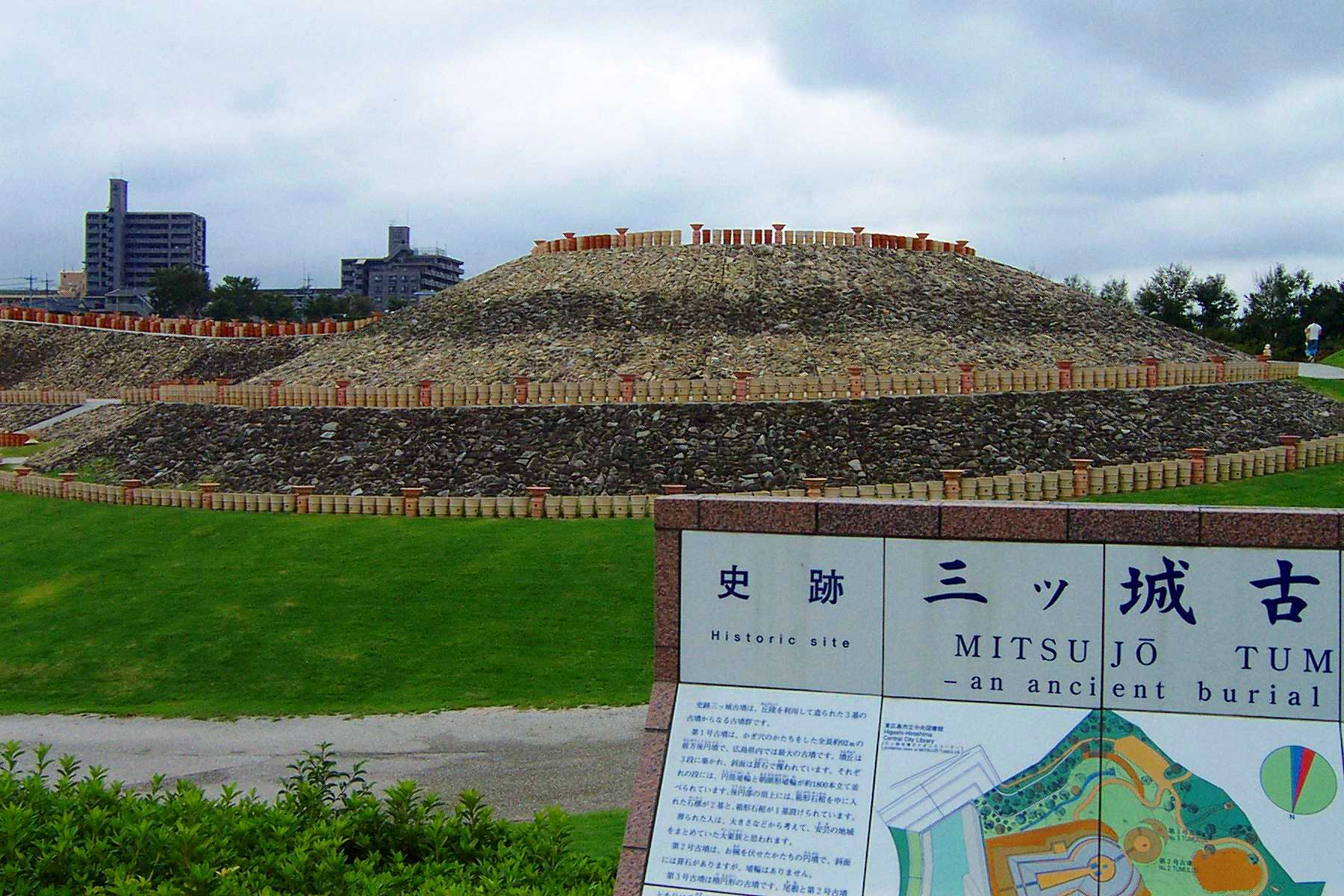
三ツ城公園。
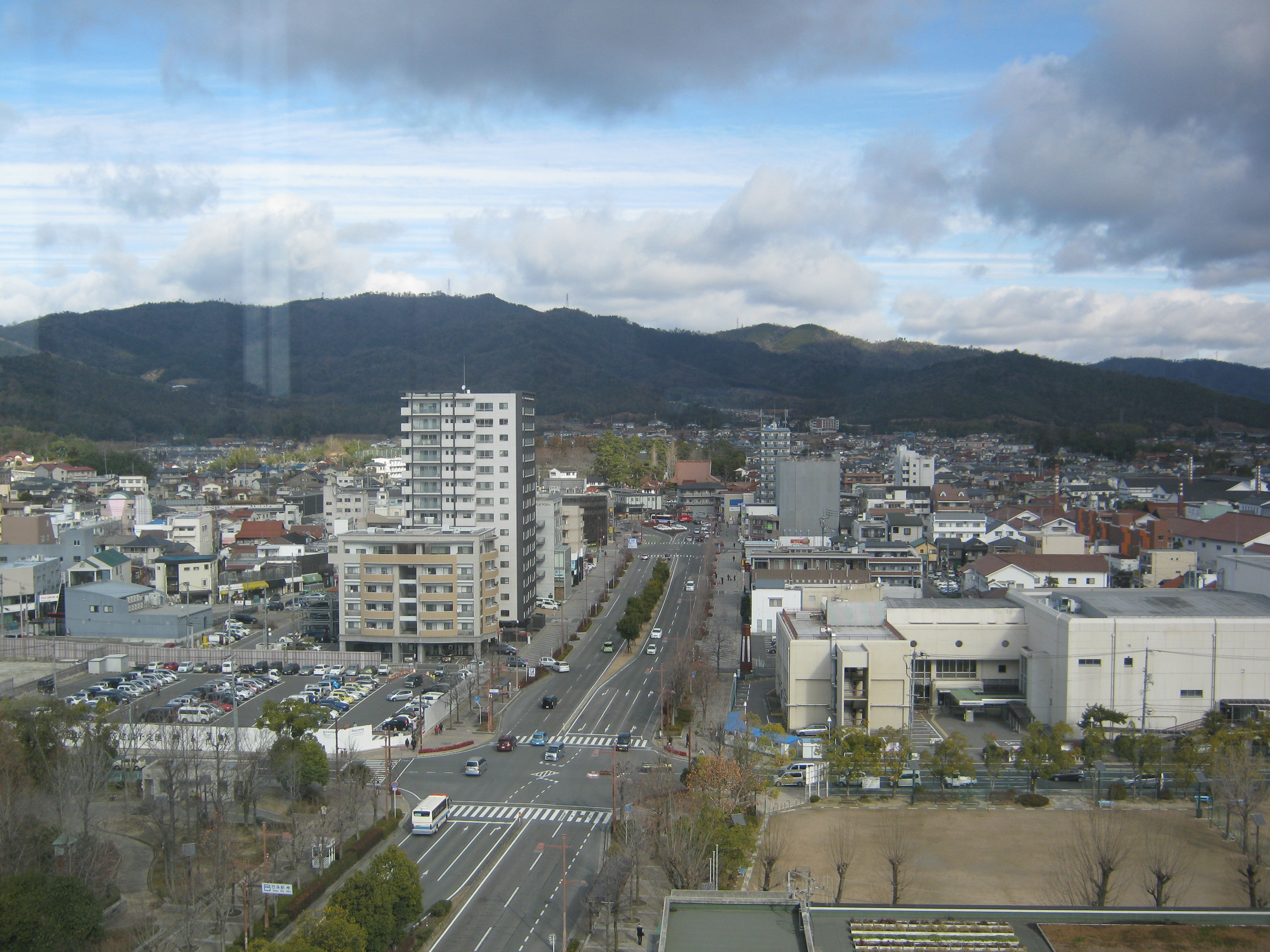
西条駅周辺。
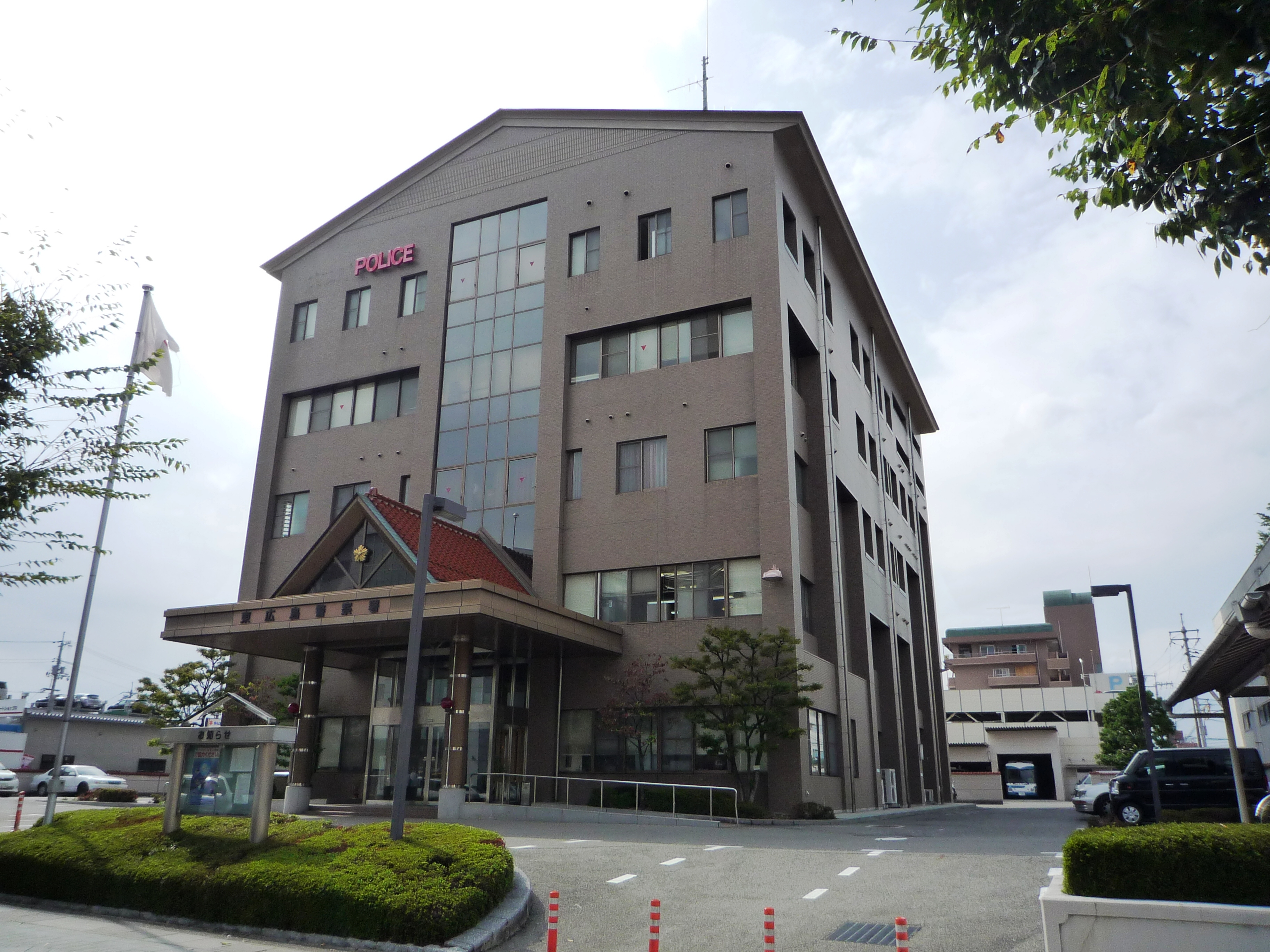
東広島警察署。
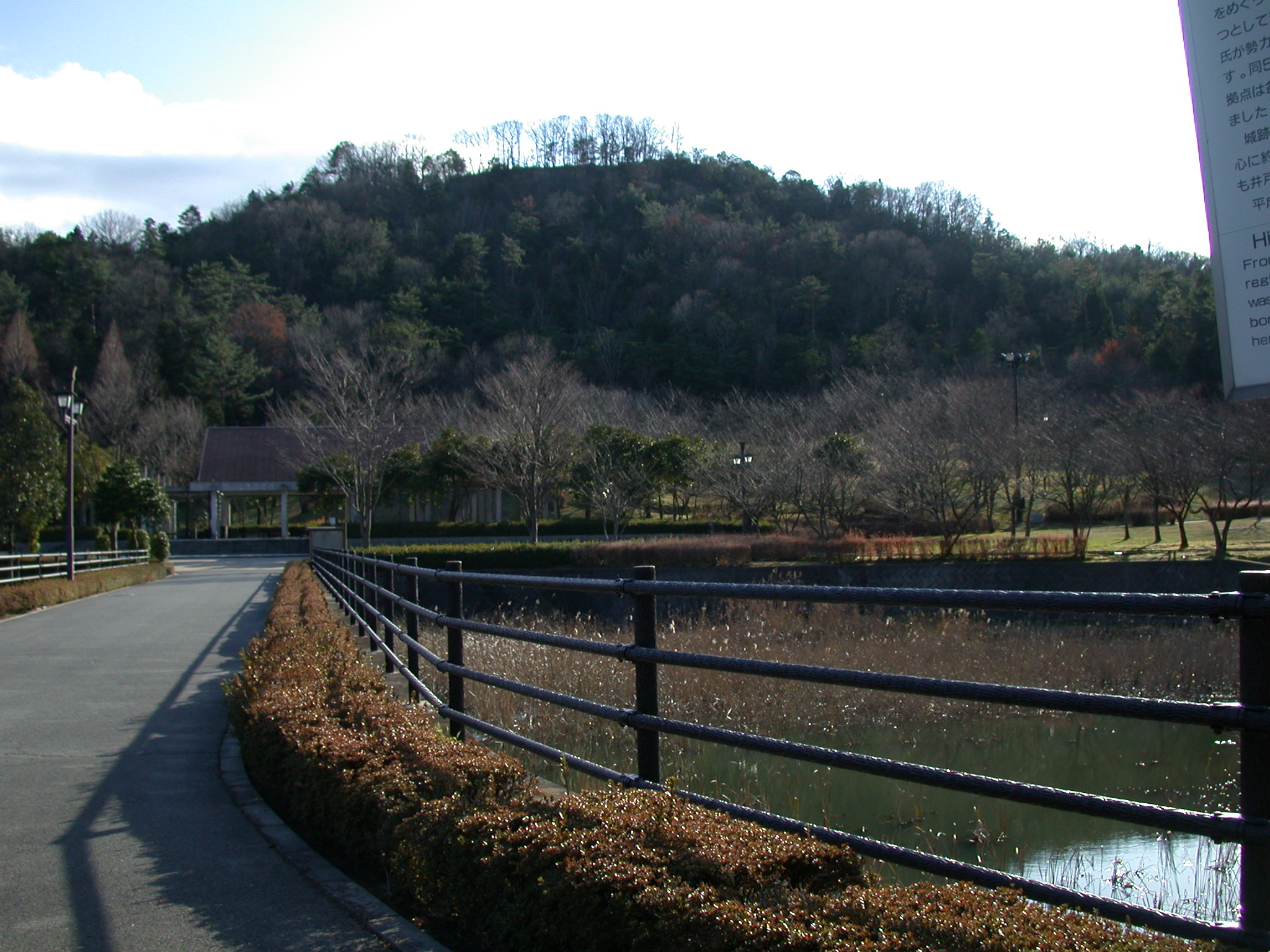
鏡山公園。手前の池の水は黒瀬川へ注ぐ。
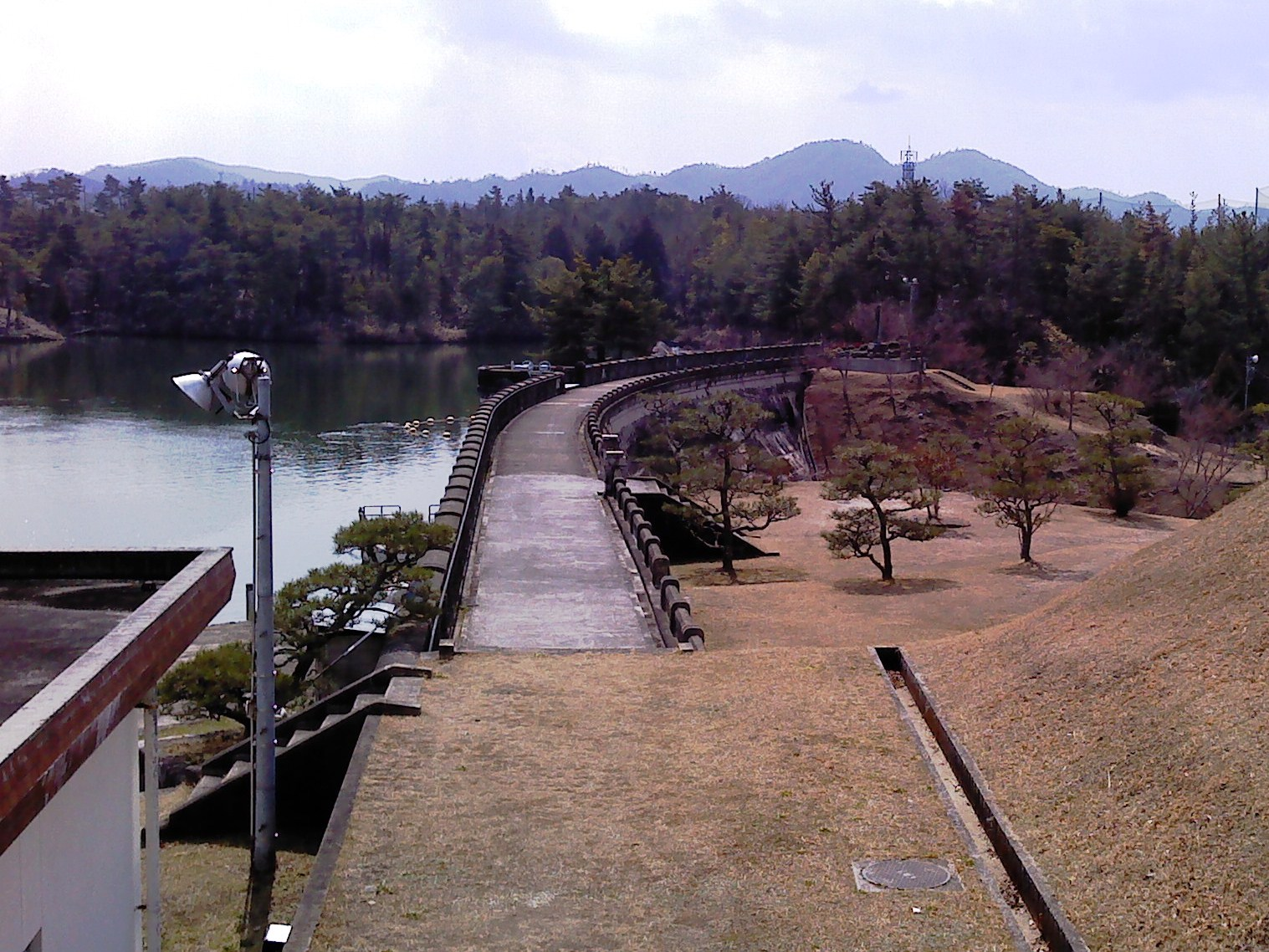
三永水源地。
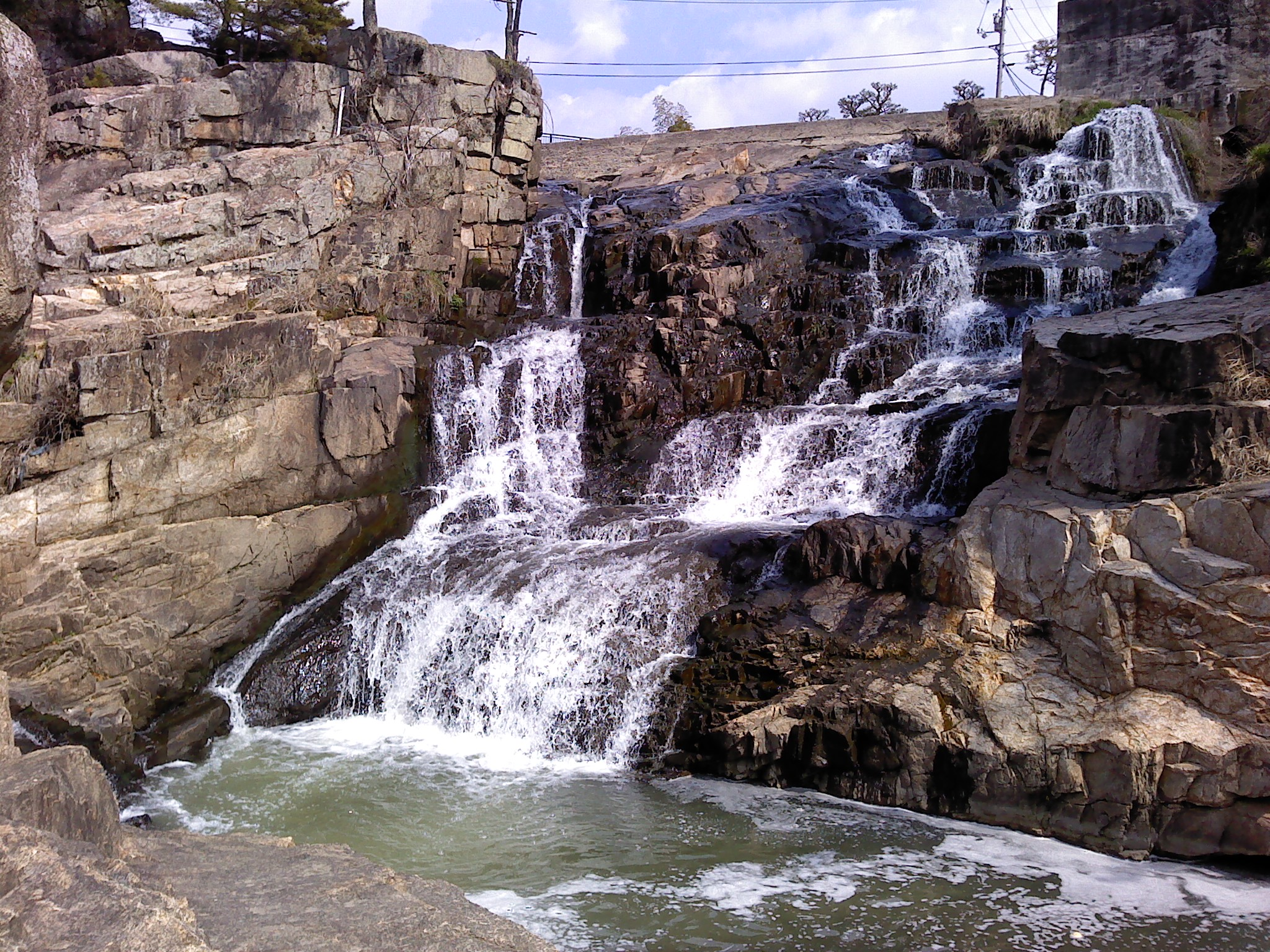
吾妻子の滝。
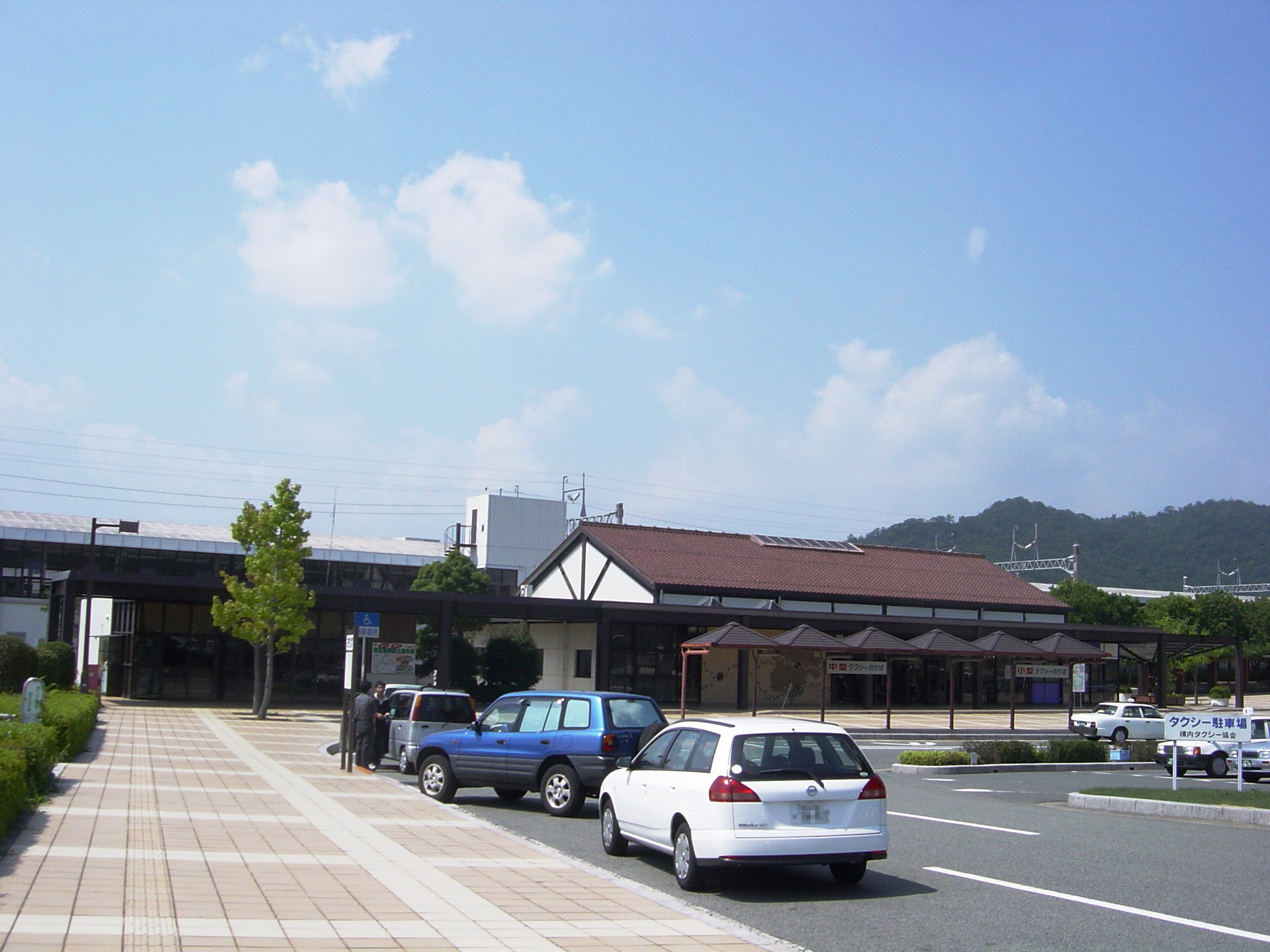
東広島駅。
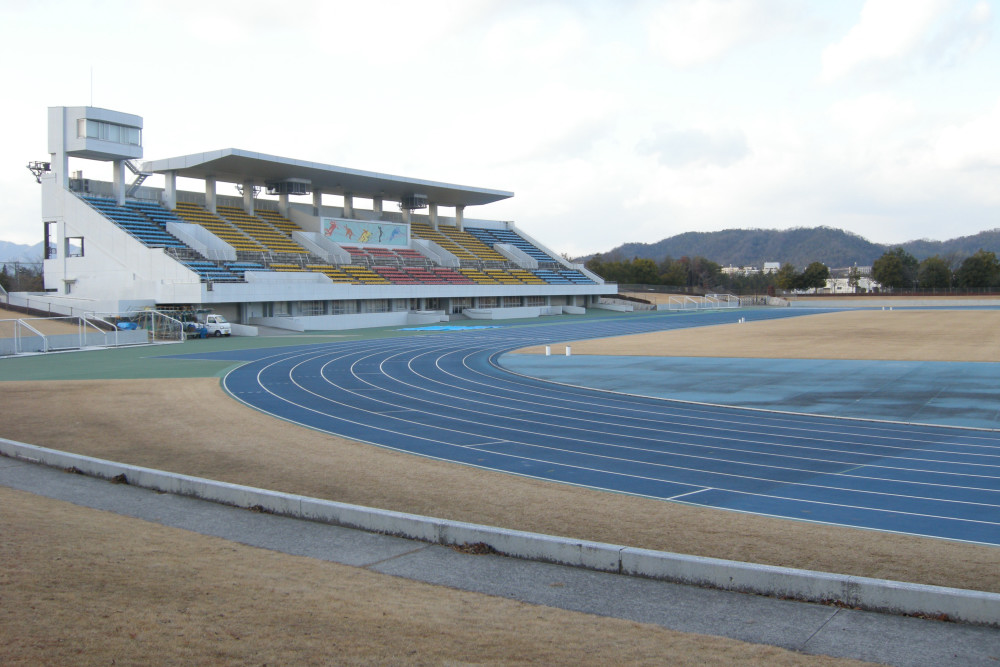
東広島運動公園。
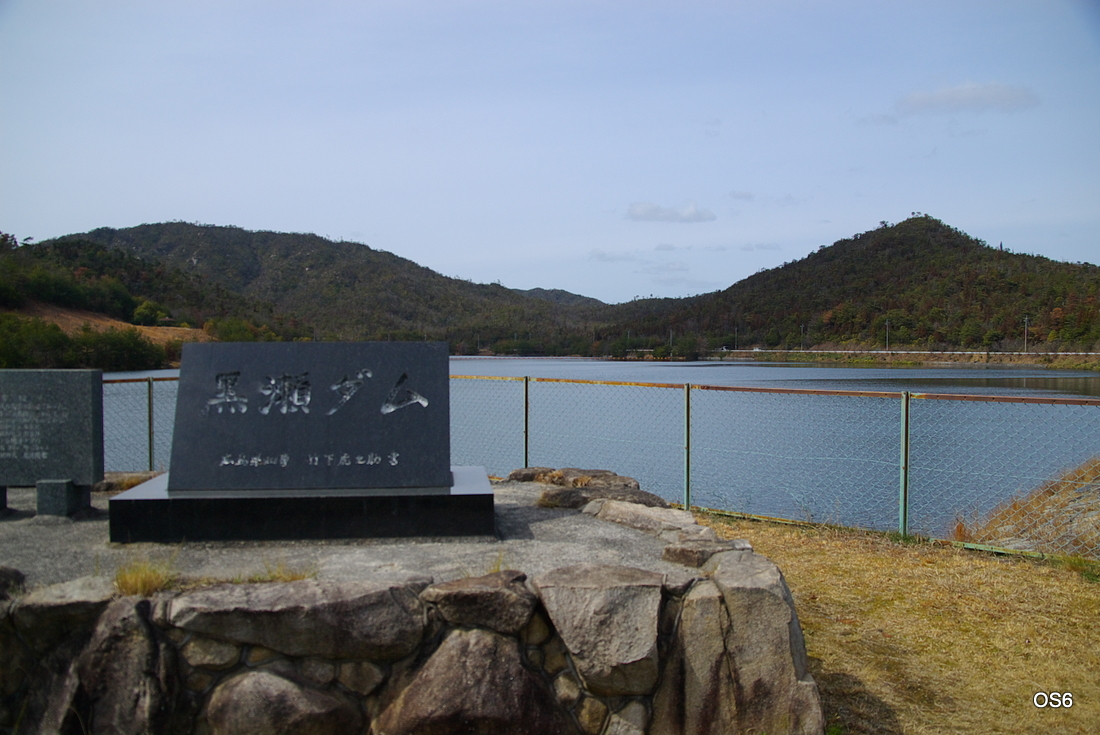
黒瀬ダム
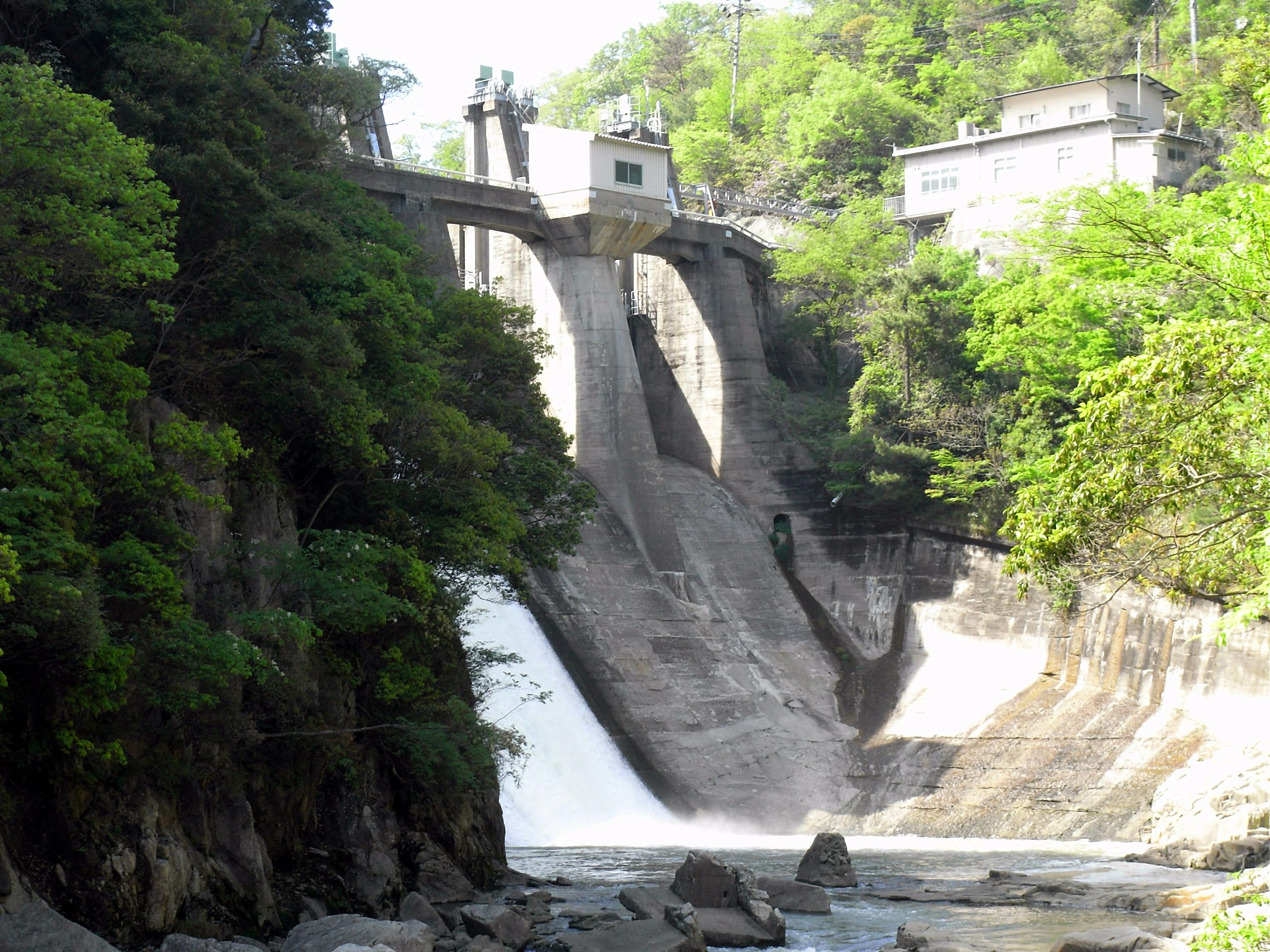
二級ダム。
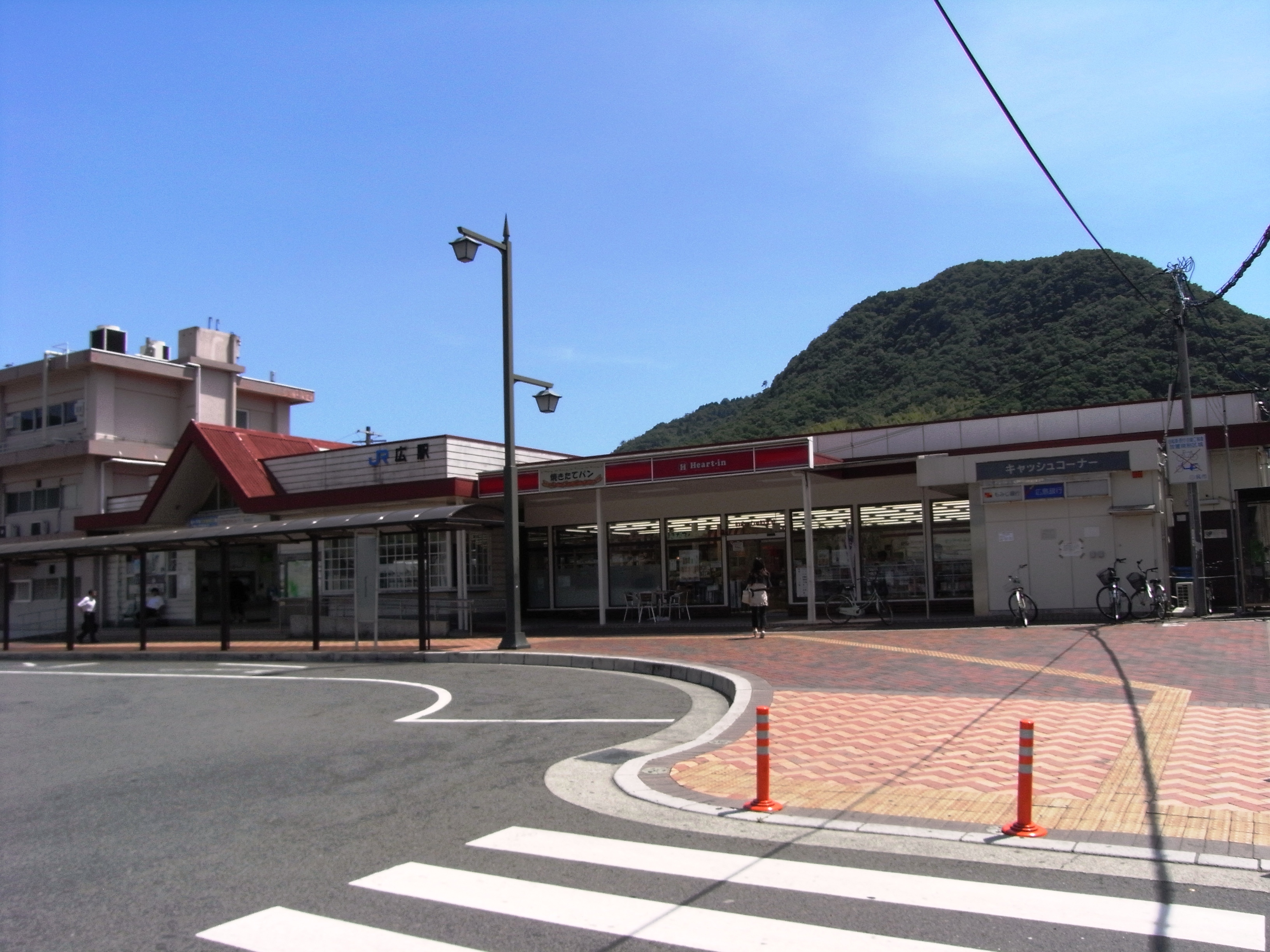
広駅。
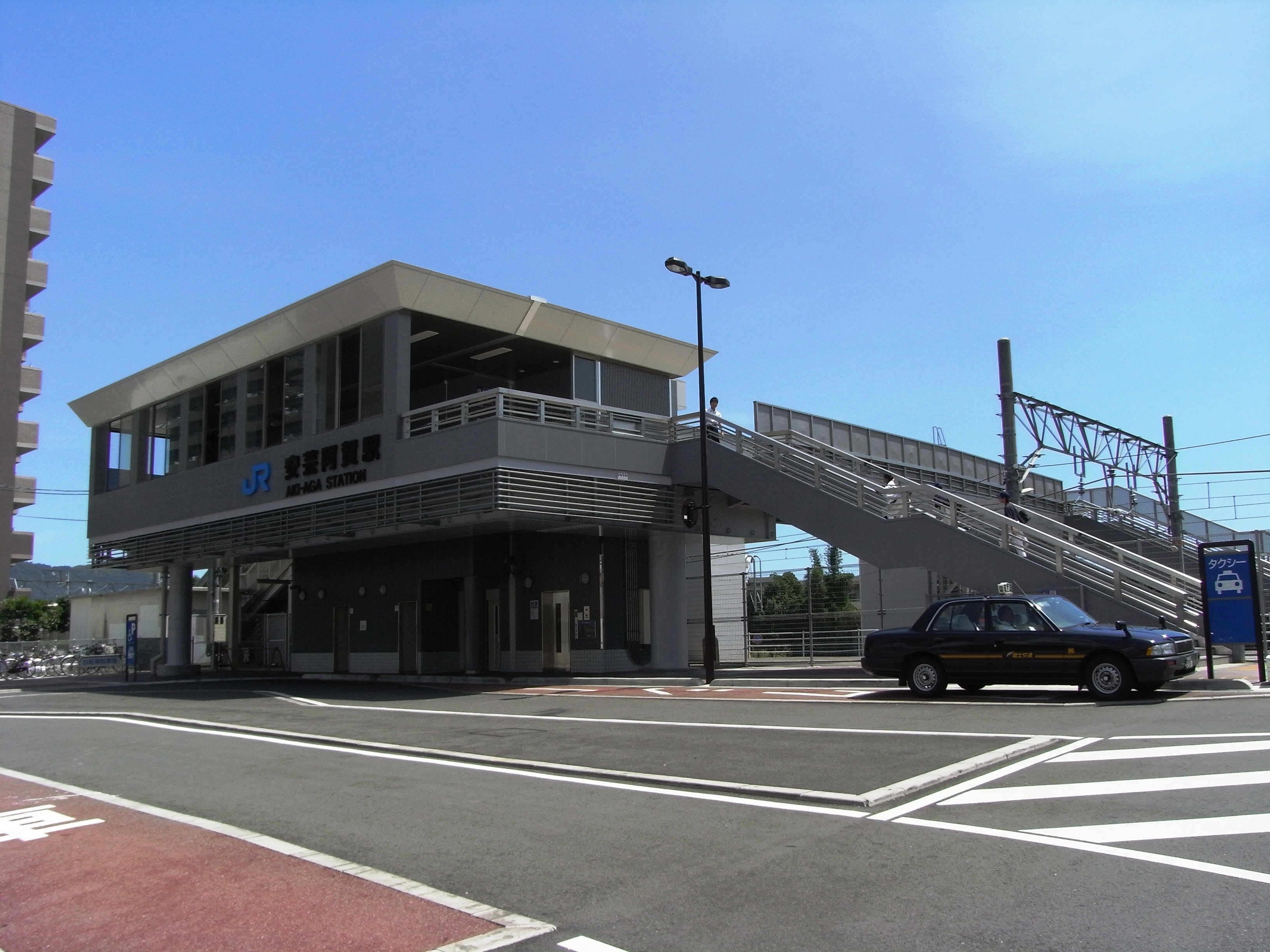
安芸阿賀駅。

## 参考資料
- 広島県『二級河川黒瀬川水系河川整備基本方針』
  - 『1-1.黒瀬川水系流域の現状』（プレスリリース）広島県、2011年12月1日。2013年11月17日閲覧。